# Годивле
 Тази статия е за прилепското село.  За охридското вижте Годиве.  
Годиве (на македонска литературна норма: Годивје) е село в Северна Македония, община Кривогащани.

## География
Селото е равнинно, разположено в областта Пелагония на няколко километра източно от град Крушево.

## История
В XIX век Годиве е изцяло българско село в Прилепска кааза на Османската империя. Църквата „Свети Атанасий“ е от 1860 година.
Според статистиката на Васил Кънчов („Македония. Етнография и статистика“) от 1900 година Годивле наброява 244 жители, всички българи християни. Според Никола Киров („Крушово и борбите му за свобода“) към 1901 година Годивлье има 25 български къщи.
На Етнографската карта на Битолския вилает на Картографския институт в София от 1901 година Годивле е чисто българско село в Прилепската каза на Битолския санджак с 19 къщи.
В началото на XX век жителите на селото са под върховенството на Българската екзархия. По данни на секретаря на екзархията Димитър Мишев („La Macédoine et sa Population Chrétienne“) през 1905 година в Гадивле има 144 българи екзархисти.
При избухването на Балканската война в 1912 година един човек от Годиве е доброволец в Македоно-одринското опълчение.
Според преброяването от 2002 година селото има 166 жители, 165 северномакедонци и 1 сърбин.
| Националност     | Всичко |
| северномакедонци | 165    |
| албанци          | 0      |
| турци            | 0      |
| роми             | 0      |
| власи            | 0      |
| сърби            | 1      |
| бошняци          | 0      |
| други            | 0      |

В 2014 година името на селото е сменено от официалното Годиве (Годивје) към оригиналното Годивле.

## Личности
Родени в Годивле
- Никола Търпов (1883 - ?), деец на ВМОРО, участник в Илинденско-Преображенското въстание в 1903 година с четата на Димитър Ташев в Одринско[9]